# Ojkanje
Le chant Ojkanje est un chant polyphonique à deux voix principalement pratiqué dans l'arrière-pays dalmate des Alpes dinariques.
« Le chant Ojkanje » a été inscrit en 2010 par l'UNESCO sur la liste du patrimoine immatériel nécessitant une sauvegarde urgente car le nombre d’interprètes de ce chant a fortement diminué à la suite de la guerre de Croatie, de l'exode rural et de l'évolution des modes de vie.

## Histoire
Ce chant a des origines antérieures aux peuples slaves. Une technique vocale similaire est connue au sud-ouest de la Bosnie-Herzégovine et dans les autres régions des Balkans.
Le terme Ojkanje est principalement utilisé depuis un article du compositeur Antun Dobronić publié en 1915 mais d'autres dénominations sont aussi employées comme vojkanje, treskanje, orcanje, zavijanje, groktenje, grohotanje, rozganje ou roždenje.

## Technique vocale
Le chant Ojkanje est pratiqué à l’extérieur et est donc chanté avec force. Les chanteurs, hommes ou femmes, utilisent une technique de trémolos venant de la gorge sur les syllabes oj, hoj, voj, ej ou aj. Les mélodies sont essentiellement fondées sur la gamme chromatique.